# Sture Karlsson

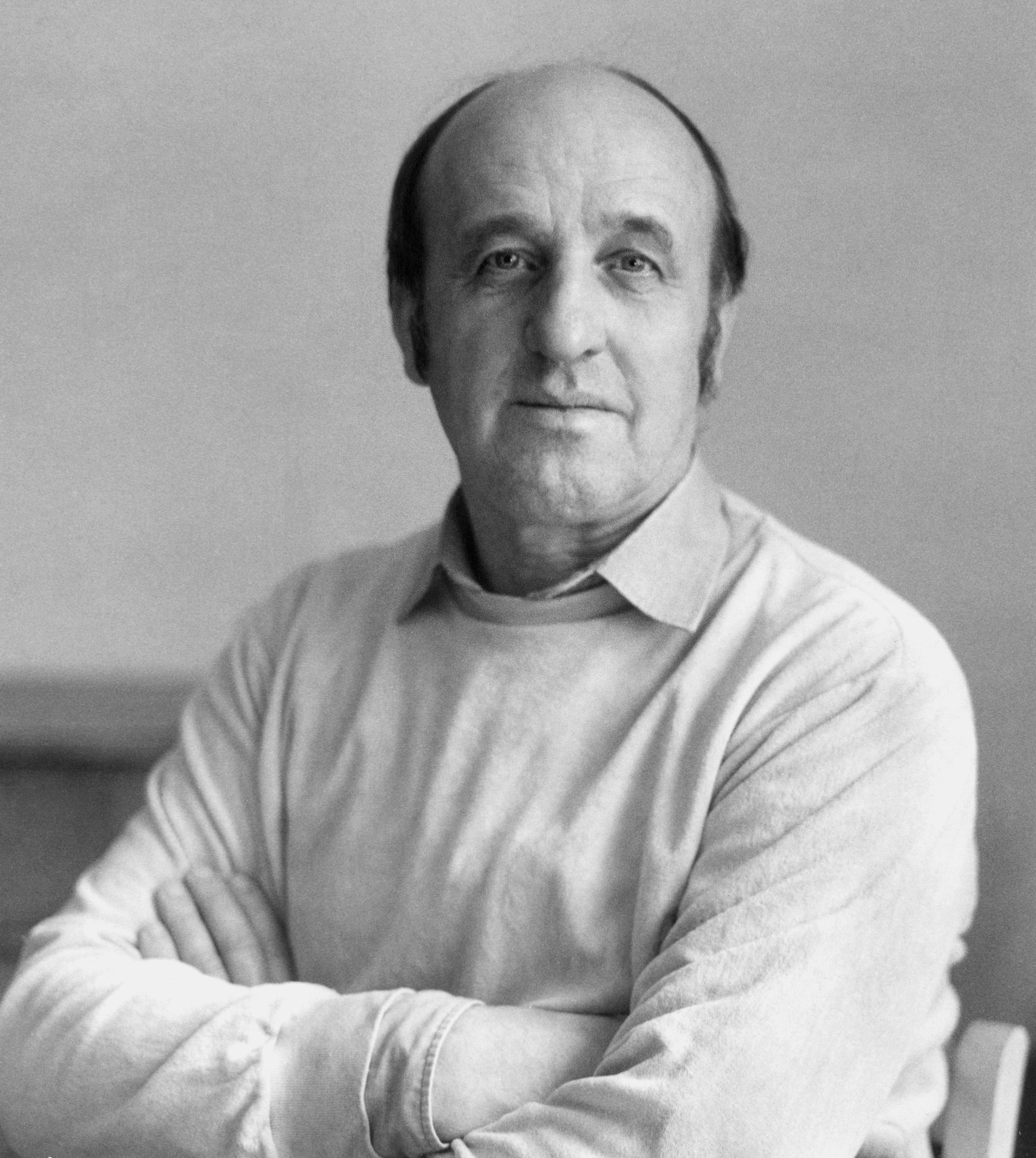
Sture Karlsson.

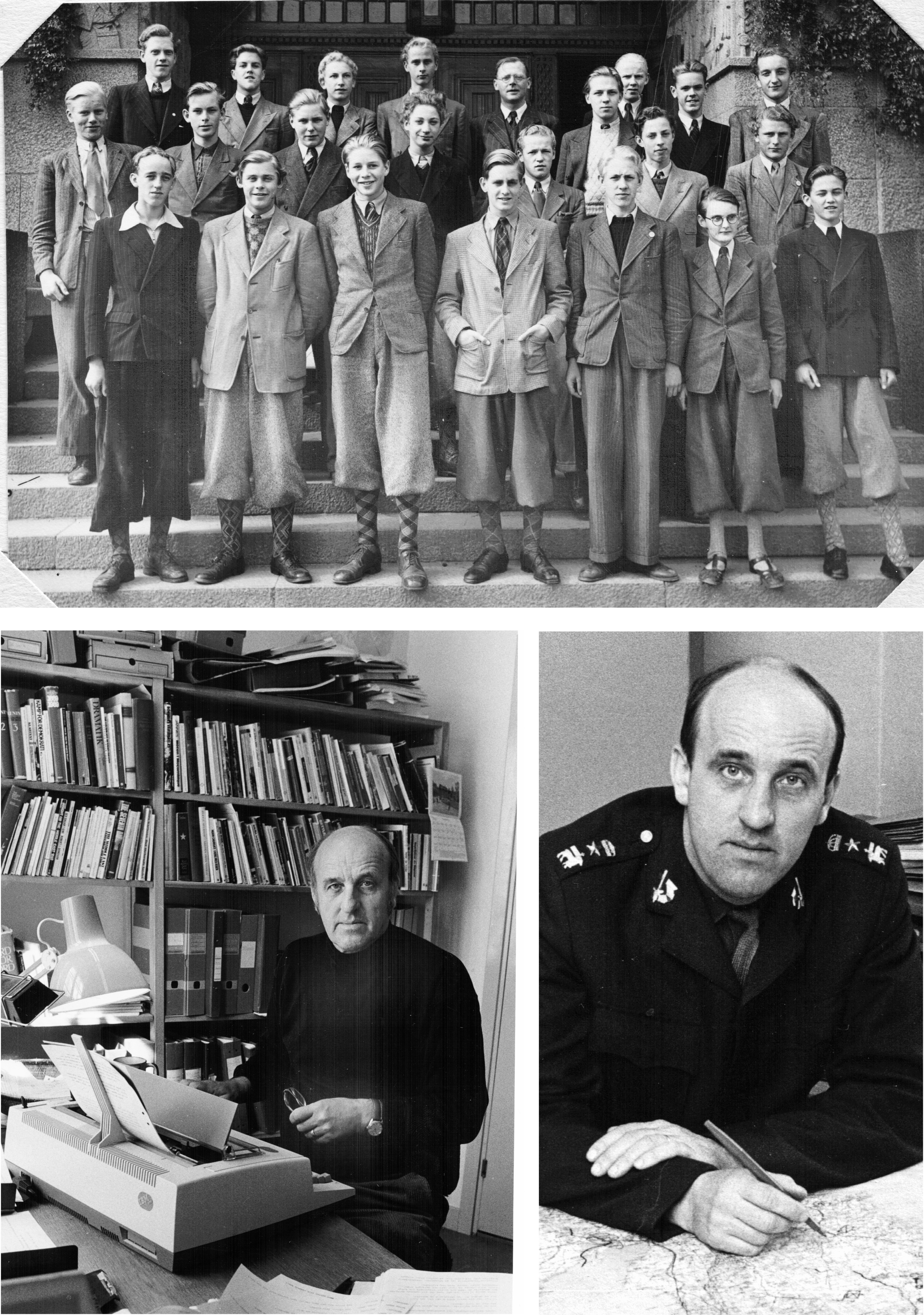
Sture Karlsson längst fram till vänster på trappan till Linköpings Läroverk. Samt som författare och officer vid P18 nedan.

Karl Sture Lennart Karlsson, född 14 oktober 1928 i Kisa, Östergötland, död 25 januari 2013 i Stockholm, var en svensk författare och dramatiker, militär och FN-observatör.

## Utbildning och karriär
Efter uppväxt i Kisa studerade Sture Karlsson vid Linköpings högre allmänna läroverk med studentexamen 1948. Värnplikten på Gotlands infanteriregemente (I 18) ledde till kadettskola och han blev fänrik 1951. Den första yrkesbanan löpte genom armén där han tillbringade 30 år varav 27 som officer. Men konflikten med översten Gerhard Hjukström 1968 fick honom att börja tvivla på det militära systemet. Karlsson var kapten då han 1971 gav ut sin första bok Översten och jag om sin JO-anmälan mot Hjukström, dess bakgrund och konsekvenser. Som major tjänstgjorde han sedan vid arméstaben 1974–1978, bland annat som huvudförfattare till den tidens anvisningar för ledarskap och trupputbildning. Han blev efter det major i FN-tjänst i Syrien. Efter pensioneringen från det militära fortsatte han som författare av fack- och skönlitteratur samt arbetar- och strejkspel. Debuten med den dokumentära Översten och jag blev en stor framgång. Böckerna fortsatte sedan att komma tätt under 1970-talet och de fick bra kritik. Detsamma gällde pjäserna, i synnerhet Spelet om Norbergsstrejken  det första och stilbildande arbetarspelet i Sverige.
Sture Karlsson är begravd på Skogskyrkogården i Stockholm. Han är far till journalisten Martin Schibbye.

## Författarskap